# Родріго Морініго
Родріго Морініго (ісп. Rodrigo Morínigo, нар. 7 жовтня 1998, Ламбаре) — парагвайський футболіст, воротар клубу «Лібертад» та національної збірної Парагваю.

## Клубна кар'єра
Народився 7 жовтня 1998 року в місті Ламбаре. Вихованець футбольної школи клубу «Лібертад». Дорослу футбольну кар'єру розпочав 2018 року в основній команді того ж клубу. Довгий час залишався резервним воротарем команди, хоча й здобув у такому статусі п'ять титулів чемпіона Парагваю. Місце основного голкіпера головної команди рідного клубу виборов лише 2024 року.

## Виступи за збірну
Влітку 2024 року, не маючи в активі жодної офіційної гри у складі національної збірної Парагваю, був включений до її заявки для участі у тогорічному розіграші Кубка Америки, що проходив у США. Дебютував за збірну безпосередньо на турнірі і захищав ворота прагвайців в усіх трьох іграх групового етапу, які вони програли із сукупним рахунком 3:8.

## Статистика виступів

### Статистика клубних виступів
Станом на 19 червня 2024
| Сезон             | Команда           | Чемпіонат         | Чемпіонат | Чемпіонат | Національний кубок | Національний кубок | Національний кубок | Континентальні кубки | Континентальні кубки | Континентальні кубки | Інші змагання | Інші змагання | Інші змагання | Усього | Усього | Усього |
| Сезон             | Команда           | Ліга              | Ігор      | Голів     | Ліга               | Ігор               | Голів              | Ліга                 | Ігор                 | Голів                | Ліга          | Ігор          | Голів         | Ігор   | Голів  |        |
| ----------------- | ----------------- | ----------------- | --------- | --------- | ------------------ | ------------------ | ------------------ | -------------------- | -------------------- | -------------------- | ------------- | ------------- | ------------- | ------ | ------ | ------ |
| 2018              | «Лібертад»        | ПД                | 1         | 0         |                    | -                  | -                  | КЛ                   | 0                    | 0                    |               | -             | -             | 1      | 0      |        |
| 2019              | «Лібертад»        | ПД                | 0         | 0         |                    | -                  | -                  |                      | -                    | -                    |               | -             | -             | 0      | 0      |        |
| 2020              | «Лібертад»        | ПД                | 0         | 0         |                    | -                  | -                  | КЛ                   | 0                    | 0                    |               | -             | -             | 0      | 0      |        |
| 2021              | «Лібертад»        | ПД                | 1         | -2        |                    | -                  | -                  | КЛ+ПАК               | 0                    | 0                    |               | -             | -             | 1      | -2     |        |
| 2022              | «Лібертад»        | ПД                | 2         | -1        |                    | -                  | -                  | КЛ                   | 0                    | 0                    |               | -             | -             | 2      | -1     |        |
| 2023              | «Лібертад»        | ПД                | 4         | -5        |                    | -                  | -                  | КЛ+ПАК               | 0                    | 0                    |               | -             | -             | 4      | -5     |        |
| 2024              | «Лібертад»        | ПД                | 15        | -10       |                    | -                  | -                  | КЛ                   | 6                    | -8                   |               | -             | -             | 21     | -18    |        |
| Усього за кар'єру | Усього за кар'єру | Усього за кар'єру | 23        | –         |                    | -                  | -                  |                      | 6                    | -8                   |               | -             | -             | 29     | -28    |        |

## Титули і досягнення
- Чемпіон Парагваю (5):

«Лібертад»: Апертура 2021, Апертура 2022, Апертура 2023, Клаусура 2023, Апертура 2024
- Володар Кубка Парагваю (2):

«Лібертад»: 2023, 2024
- Володар Суперкубка Парагваю (1):

«Лібертад»: 2024